# منمنمات تاريخية
منمنمات تاريخية مسرحية للكاتب السوري سعد الله ونوس إنتاج عام 1993
تتميز المسرحية بكثافتها التاريخية وإبرازها لمتناقضات عصر ولأبعادها الحضارية وتفاعلها مع الأحداث المعاصرة.
تروي المسرحية في ثلاثة فصول، أو «منمنمات» حصار التتار لدمشق في عهد تيمورلنك وكيف كان رد فعل المدينة وأهلها على قدوم الغازي. تبدأ المسرحية بنائب الغيبة وقد أراد الهرب وتسليم المدينة، إلا أن تلاميذ الشيخ برهان الدين التاذلي يمنعونه من الهرب وينقل التاذلي السلطة لآزدار أمير القلعة الذي يريد القتال حتى الموت، ويجبر الشيوخ الآخرين على المضي معه في مشروع الجهاد وتبقى المدينة منتظرة قدوم السلطان المملوكي ليقود المدينة في مواجهتها مع الغازي

## المضمون
بعد قدوم السلطان وفرحة الناس به، يقرر السلطان أن يعود إلى مصر وأن يترك دمشق يستبد الغضب بالتاذلي الذي يعزل السلطان ويمضي للجهاد حتى الموت. بعد استشهاد التاذلي ينقسم أهل دمشق إلى فريقين، الذين استلهموا سيرة التاذلي في القتال حتى الموت، وهؤلاء يلحقون بالقلعة حيث يتحصن الأمير آزدار، والذين يريدون التسليم، وهؤلاء يقودهم الشيخ ابن مفلح في صفقة كان من عناصرها دلامة التاجر والعالم ابن خلدون، ولكن الغازي تيمور لنك يثقل على الشيوخ بالمطالب التي يستخلصونها بعنف من أهل دمشق، ثم بعد أن تخرب دمشق يقوم تيمور لنك بحبس وتعذيب الشيوخ الذين تواطؤوا معه، أما القلعة فإنها تقاتل حتى ينتهي الأمر بمن فيها بين القتل والأسر.
لا تعتمد هذه المسرحية على أدوار البطولة ولا على الحبكة التقليدية فقدمت شخصيات أمام مواقف ومآزق عصرها.

## إرهاصات معاصرة
صحيح أن المسرحية لا تتبع أسلوب الإسقاط الساذج على الحاضر، إلا أنها تحمل بين ثناياها إرهاصات لشخصيات وأحداث معاصرة

## 1 - برهان الدين التاذلي وعبد الناصر
يستطيع المرء أن يلمح شبها بين شخصية الشيخ التاذلي في المسرحية وبين شخصية جمال عبد الناصر، فالتاذلي زعيم كاريزمي ملهم، يحشد الناس بخطاباته، وبالذات بخطاب يعترف فيه بأخطائه بشكل يذكرنا بخطاب التنحي لعبد الناصر، ثم يموت فيحتشد في جنازته جمع كبير من الناس يتناقلون النعش «وكأنهم يقولون سنسير في دربك حتى نلحق بك أو تزول هذه الغمة» بما يذكرنا بجنازة عبد الناصر وشعارات «هنحارب» و«بالروح بالدم هنكمل المشوار» التي انتشرت عقب وفاته. ثم إن التاذلي من ناحية أخرى ديكتاتور يعتقل ويعذب من يخالفه الرأي كما يفعل في المسرحية مع القدري جمال الدين ابن الشرائجي. وفي حوار على أسوار دمشق يذكرنا التاذلي بعبد الناصر حين يقول لمروان، تاجر القماش الذي نهبه الجنود: «نحن أمام معركة مصيرية ولا وقت للحسابات الصغيرة» وكأنه عبد الناصر يقول «لا صوت يعلو فوق صوت المعركة»

## 2- حصار بيروت
يبدو حصار بيروت، الذي عاشه ونوس، حاضرا خلال المسرحية، وبالذات في خطاب تعطيهابنة التاذلي تتحدث فيه عن منام رأت فيه مدينة ساحلية «لعلها طرابلس أو بيروت، والأرجح أنها بيروت» محاصرة كدمشق «لكن الوقت صيف» بينما «طيور من فضة أو حديد» ترمي «كتلا نارية مرعبة» بينما أحياء العرب تنظر إليهم وتضحك، وكأن ابنة التاذلي تتنبأ بحصار بيروت، فيرد عليها المتطوع المصري شرف الدين «من العار أن تتحمل هذه القلعة الوحيدة كرامة أمة تترامى على قارتين» فيما يبدو أيضا إشارة لحصار بيروت

## وصلات خارجية
- آراء القراء حول مسرحية منمنمات تاريخية على  موقع أبجد